# Sébastien Ostertag
Sébastien Ostertag (født 16. marts 1979 i Paris, Frankrig) er en fransk tidligere håndboldspiller, der spillede det meste af karrieren for den franske ligaklub Tremblay en France HB. Han skiftede til klubben i 2005 fra Livry-Gargan HB. Hans primære position var venstre fløj.

## Landshold
Ostertag debuterede på det franske landshold i 2005, og har siden da været med til at vinde både bronze ved EM i Norge 2008, og guld ved VM i Kroatien 2009.